# 安東內拉·羅庫佐
安东内拉·罗库佐（Antonela Roccuzzo ，1988年2月26日—）是一位阿根廷社交媒体名人，她的丈夫是足球运动员利昂内尔·梅西。

## 职业
罗库佐曾在国立罗萨里奥大学学习牙科， 她后来改學社交传播并获得学士学位。 她是多个慈善组织（联合国儿童基金会、國際特殊奧林匹克組織）的大使。  2023年4月，她表示支持联合国儿童基金会发起的 #GuardavidasDeLaInfancia运动，她希望能通過該運動消除阿根廷儿童的贫困和侵犯儿童人权的行为。
安東內拉·羅庫佐還是多个品牌（愛迪達、 Alo Yoga和Ricky Sarkany）的模特，她还曾与英国时装设计师史黛拉·麥卡尼有過一段合作的經歷。 

## 个人生活
罗库佐從小住在阿根廷罗萨里奥。她通过表弟卢卡斯·斯卡利亚結識了利昂内尔·梅西 ，兩人於2009年確立戀愛關係， 並于2017年结婚。兩人育有三个儿子，分別是蒂亚戈、马特奥和西罗。 